# Campo Imperatore
De Campo Imperatore is een hoogvlakte in de Italiaanse regio Abruzzo, gelegen in de Gran Sasso (Nationaal park Gran Sasso e Monti della Laga), het hoogste bergmassief van de Apennijnen. De vlakte heeft een lengte van ruim 15 kilometer en een breedte van 5 kilometer. De gemiddelde hoogte is ongeveer 2000 meter.
In het noorden wordt de Campo Imperatore begrensd door de bergen Monte Brancastello (2385 m), Monte Prena (2561 m) en Monte Camicia (2570 m).
De Campo Imperatore is te bereiken per kabelbaan, vertrekkend vanuit Fonte Cerreto (1150 m) en de tocht omhoog duurt ongeveer zeven minuten. Met de auto is de hoogvlakte vanuit dezelfde plaats te bereiken via een 30 kilometer lange panoramische weg. Nabij het bergstation van de kabelbaan zijn een astronomisch observatorium en een botanische tuin te vinden. Bergbeklimmers beginnen hier meestal hun tocht naar de toppen van de Gran Sasso. Het is ook een van de oudste skigebieden van Italië: reeds in de jaren '20 werd hier geskied. Door de nabijheid van Rome blijft het een populaire bestemming.
Op 12 september 1943 werd Benito Mussolini hier, gevangen gehouden in het "Hotel Camp Imperatore", bevrijd door Duitse para-commando's die daar landde per glider.

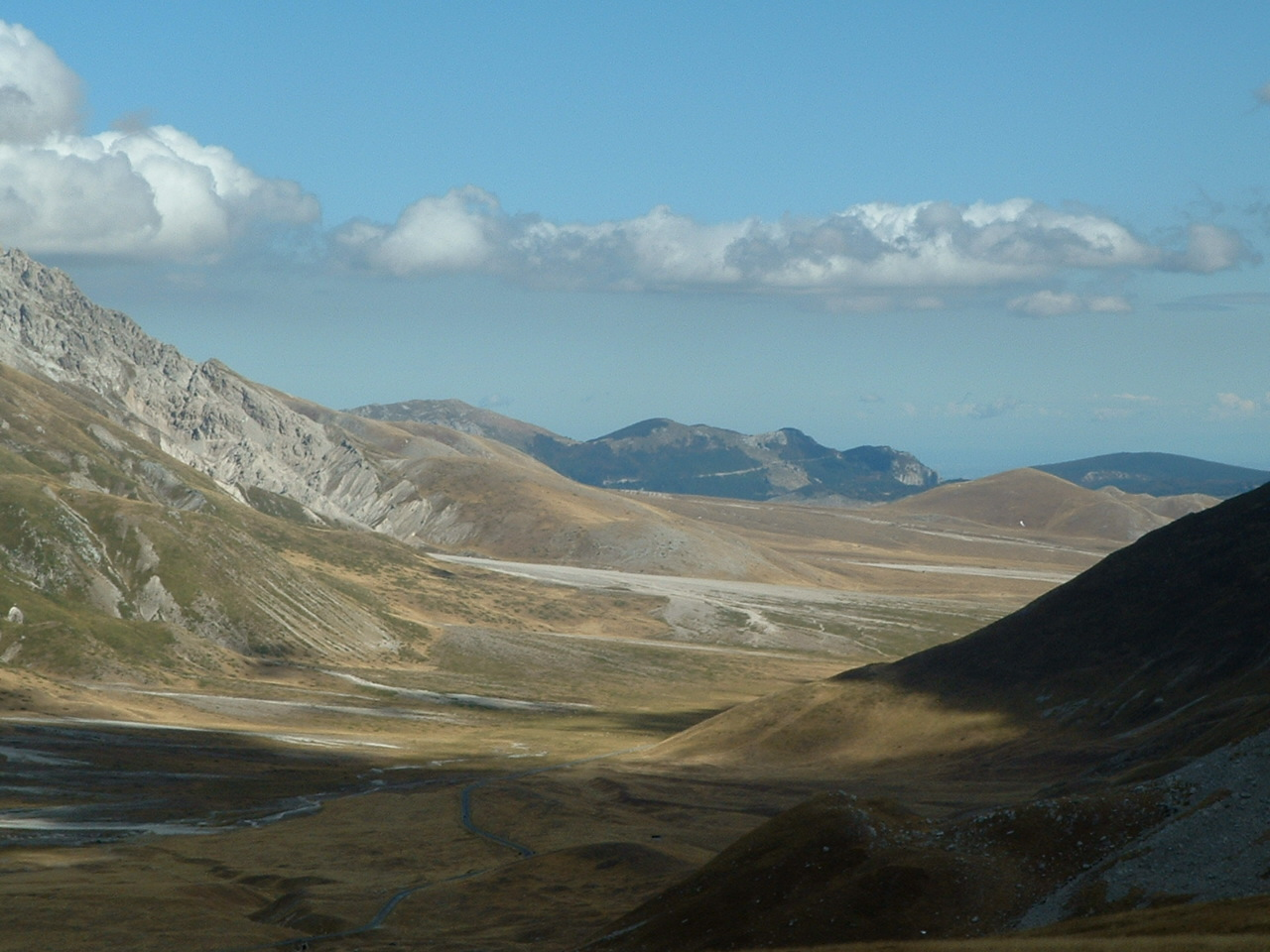
Campo Imperatore
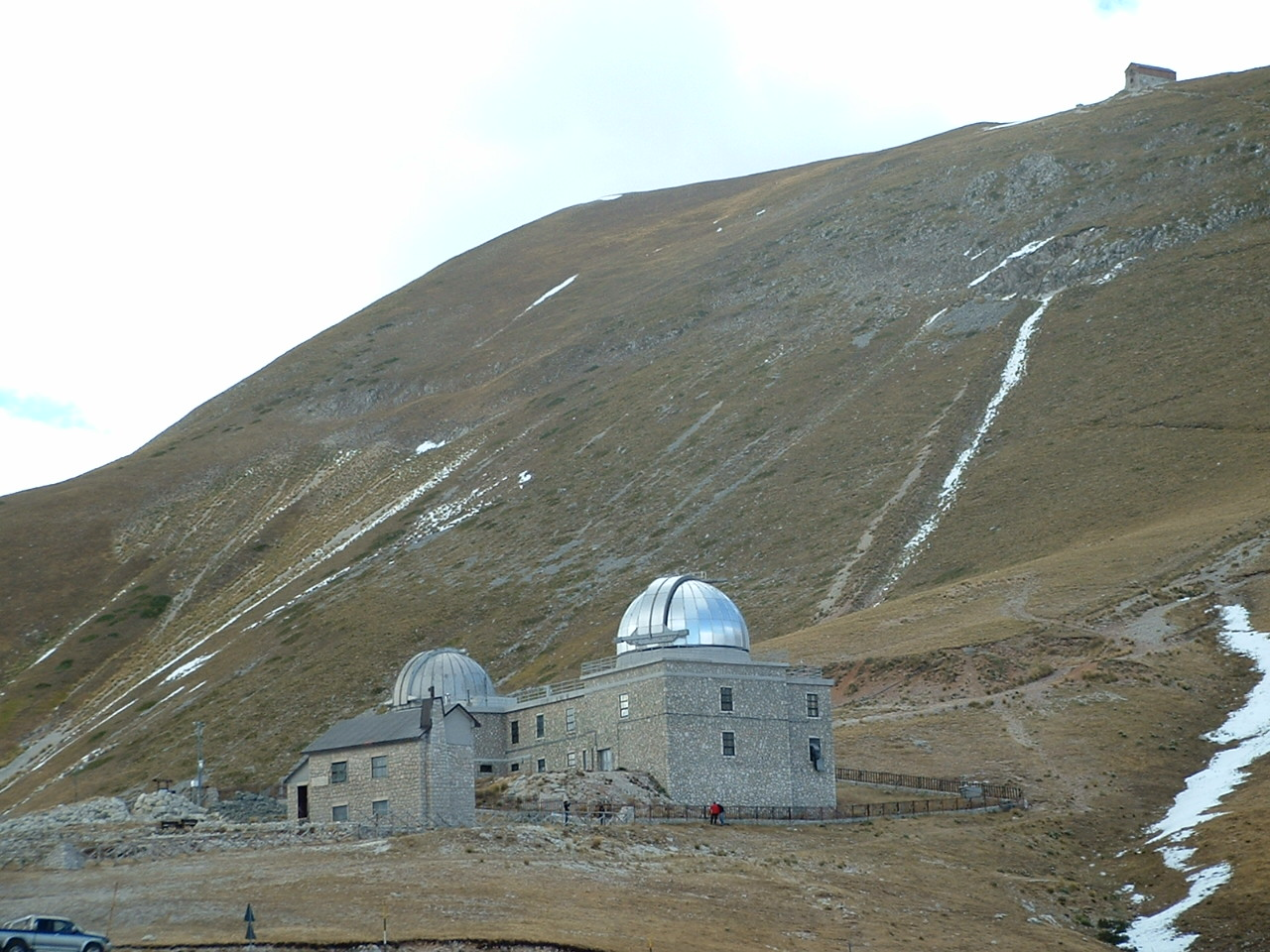
Sterrenwacht van Campo Imperatore
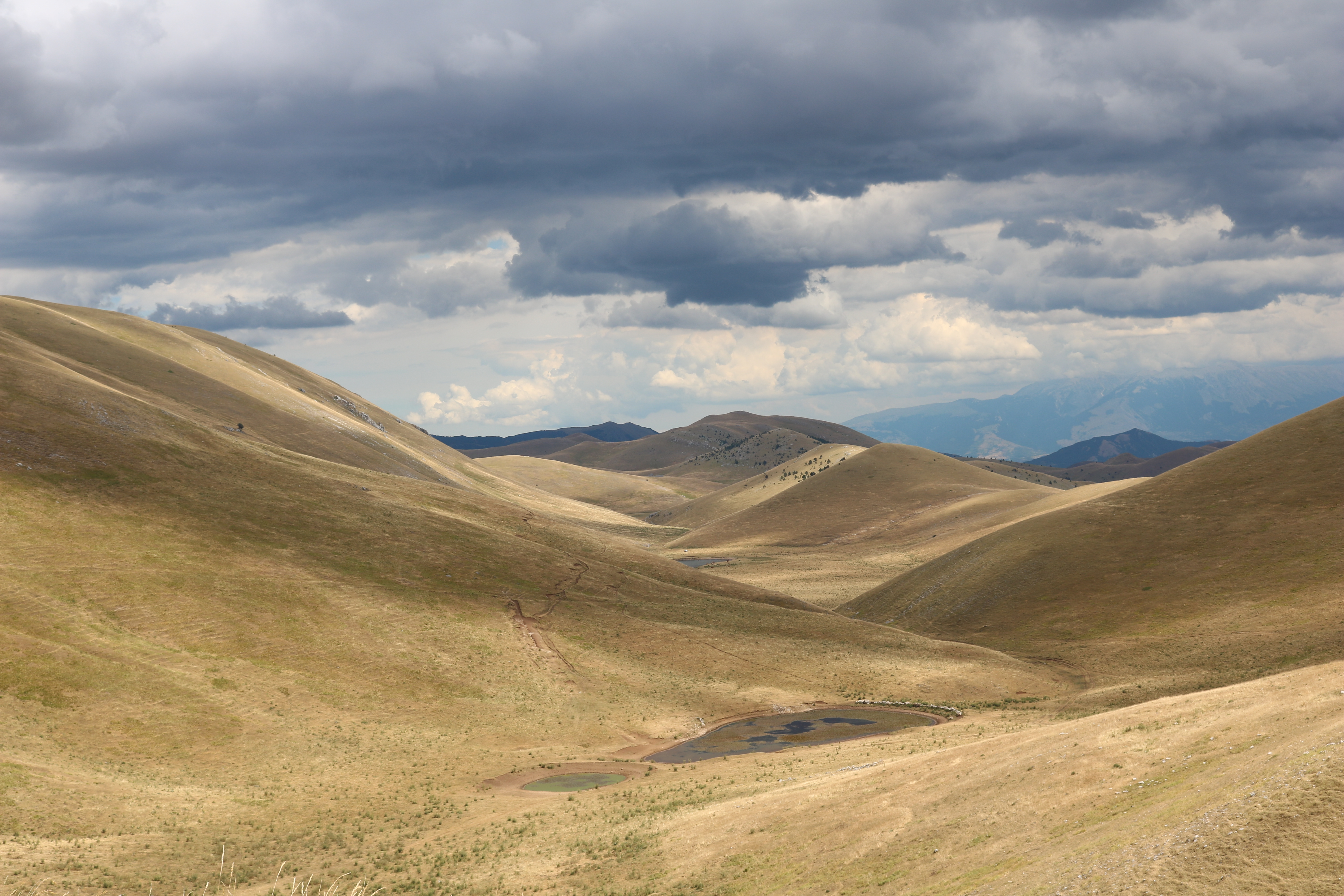
Campo Imperatore